# Рівненський ліцей «Елітар»
Рівненський ліцей «Елітар» — заклад загальної середньої освіти нового типу в місті Рівне, заснований у 1994 році. Ліцей утвердився як один із провідних освітніх закладів регіону, що впроваджує сучасні освітні технології.

## Історія закладу
- Заклад було засновано в 1994 році.
- В 1997 році директором ліцею Елітар став Желюк Олег Миколайович
- В 2022 році ліцей змінив свою назву з Рівненського природо-математичного ліцею "Елітар" (Коротко ПМЛ "Елітар") в Рівненський ліцей "Елітар"

## Освітня діяльність
Ліцей забезпечує здобуття освіти понад обов’язковий державний мінімум, здійснюючи науково-теоретичну та загальнокультурну підготовку здібних та обдарованих учнів. Навчання здійснюється для учнів 8–11 класів на конкурсній основі. Освітній процес організовано за профілями: фізико-математичний та біолого-хімічнний, з поглибленим вивченням математики, фізики, хімії, біології та інформатики.
На базі ліцею функціонують міські відділення Малої академії наук (МАН) України з таких напрямів: математика, прикладна математика, фізика, хімія, біологія, інформатика. Ліцеїсти проводять наукові та експериментальні дослідження у співпраці з лабораторіями та науковцями вищих навчальних закладів, зокрема НУВГП, МЕГУ, РДГУ тощо.

## Досягнення
Учасники навчального процесу демонструють високі результати в академічній, науково-дослідницькій та інтелектуально-змагальній діяльності, що підтверджується численними перемогами на престижних конкурсах, олімпіадах і турнірах, а також результатами національного мультипредметного тесту (НМТ) та зовнішнього незалежного оцінювання (ЗНО).

#### 1. Олімпіади та турніри
- Щороку ліцеїсти здобувають перемоги в ІІ–IV етапах Всеукраїнських учнівських олімпіад з математики, фізики, хімії, біології, інформатики, української мови та літератури, історії, географії тощо [3][4][5][6][7][8].
- Команди ліцею неодноразово здобували перемоги в обласних етапах Турніру юних фізиків та Турніру юних хіміків, демонструючи глибокі знання, логічне мислення та вміння працювати в команді [9][10].

#### 2. Науково-дослідницька діяльність (МАН)
- Ліцеїсти є активними учасниками та призерами конкурсів-захистів науково-дослідницьких робіт Малої академії наук України (МАН), у тому числі на обласному та всеукраїнському рівнях [11][12][13].
- Дослідницькі роботи охоплюють напрями природничих, технічних, суспільно-гуманітарних наук, що свідчить про міждисциплінарний підхід до навчання .

#### 3. Стипендії та відзнаки
- За високі результати в навчанні, науковій діяльності та громадській активності, учні ліцею отримували престижні стипендії:
  - Стипендія Президента України [14][15][16];
  - Стипендія Голови Рівненської обласної державної адміністрації [17];
  - Стипендія міського голови [17][18].

#### 4. Результати ЗНО/НМТ
- Випускники ліцею щорічно демонструють високі результати на ЗНО та НМТ, що підтверджується даними аналітичних порталів. Багато учнів отримують понад 180–200 балів з ключових предметів (математика, українська мова, історія України, фізика, хімія тощо).
- Ліцей стабільно входить до рейтингу найкращих навчальних закладів Рівненщини та України за результатами національного мультипредметного тесту [19][20].

## Адміністрація
- Желюк Олег Миколайович  —  Заслужений  вчитель України, кандидат педагогічних наук, вчитель фізики та інформатики спеціаліст вищої категорії, “вчитель-методист”, директор ліцею "Елітар" [21].
- Сидорчук Людмила Костянтинівна — заступник директора з навчально-методичної роботи вчитель історії та правознавства, спеціаліст вищої категорії, “вчитель-методист”, Відміник освіти України [22].
- Данилюк Роман Едуардович — заступник директора з навчально-виховної роботи, вчитель фізики та хімії, спеціаліст вищої категорії, “вчитель методист” [23].
- Перепелиця Алла Іванівна — заступник директора з виховної роботи, вчитель зарубіжної літератури, спеціаліст вищої категорії, “вчитель-методист” [22].

## Ліцейне життя
У ліцеї активно діє орган учнівського самоврядування, що є платформою для розвитку лідерських, організаційних та комунікативних навичок учнів.
Учнівська рада ліцею:
- організовує тематичні заходи приурочені: Міжнародному дню води, Всесвітньому дню прибирання, Дню святого Валентина, Святу числа «π», Дню знань тощо.
- координує та контролює роботу волонтерських, інформаційних та культурних події, зокрема Ярмарки, Інформативниі лекції, День відкритих дверей та Посвяту в юних біологів, хіміків, математиків та фізиків тощо;
- ініціює благодійні акції, культурні події та патріотичні заходи (День Чорнобильської трагедії, Підготовка до Великодня, День української хустки, День пам'яті жертв Голодомору, День вчителя, Дні вшанування поетичної спадщини Лесі Українки та Тараса Шевченка, Інформаційні лекції, щодо ВІЛ та СНІД тощо) [24]

У ліцеї особлива увага приділяється формуванню екологічної свідомості та активної громадянської позиції молоді. Прикладом цього є реалізація екологічного проєкту «Крапля Майбутнього», який став не лише освітньою ініціативою, а справжнім інструментом змін.
«Крапля Майбутнього» — це екологічний проєкт, спрямований на підвищення рівня обізнаності дітей та молоді віком від 12 до 25 років щодо проблем недостатньої обізнаності, забруднення та раціонального природокористування. Ініціатива реалізувавалася в межах 4-ої національної хвилі Upshift та по закінченню програми не закінчилася і продовжує своє втілення силами команди "Лідери Читання" творцями, якої є наші ліцеїсти — Скороход Єгор та Скороход Олексій.
Завдяки цьому проєкту питання екології в м. Рівне зачіпається більш глобальніше і наші ліцеїсти не хочуть зупинять на даному результаті. Команда "Лідери Читання" реалізувала понад 13 екологічних заходів серед, яких Воркшоп в Рівненській малій академії наук, Інтерактивні заходи в ГО "Дівчата", "Гончаренко центр", ГО "Центр креативу", бібліотеках, Підліткових клубах, Прибирання поблизу станції Озерна, Екозахід "Чиста вода парку історичної реконструкції Оствиця" тощо .